# 高橋悠太 (サッカー)
- 髙橋悠太[1]

高橋 悠太（たかはし ゆうた、1981年11月11日 - ）は、千葉県千葉市出身のサッカークラブの元フロントスタッフ。
千葉県立八千代高校、早稲田大学出身。大学時代までサッカーの競技歴があり、高校ではインターハイ優勝、田中マルクス闘莉王、佐藤寿人、佐藤勇人らとともに千葉県選抜の一員として出場した国民体育大会（サッカー少年男子の部）で優勝した。早稲田大学ア式蹴球部では副キャプテン、大榎克己監督の下で学生コーチを経験。
2005年に楽天に入社。同社では西日本地区のエリアマネージャーを務めた。
2010年2月、ヴィッセル神戸の運営会社クリムゾンフットボールクラブの常務取締役営業本部長に就任。2011年2月に強化責任者であるチーム統括本部長に就任した。当時、Jリーグ史上最年少のゼネラルマネージャー(GM)とされた。当初は楽天から出向という形だったが、2012年10月末をもって正式に同社を退社 しクリムゾンフットボールクラブに転籍。
2015年10月10日付で神戸のチーム統括本部長を退任し、神戸を離れた。
2015年11月、千葉のゼネラルマネージャーに就任 した。チームのJ1昇格実現のポイントとして高い守備力の構築を目標の一つに掲げた が、攻撃的なチームの構築を指向するフアン・エスナイデルを監督に任命する など、強化方針には一貫性が見られなかった。その結果、チームはJ2降格以来の最低順位を更新し、低迷に拍車をかける事態がもたらされた。結局、成果を残せないまま2020年をもって千葉のゼネラルマネージャーを退任した。

## 経歴
- 千葉県立八千代高等学校
- 早稲田大学
- 2005年-2009年 楽天
- 2010年-2015年10月 ヴィッセル神戸
  - 2010年 営業本部長
  - 2011年-2015年10月 チーム統括本部長
- 2015年11月-2020年 ジェフユナイテッド市原・千葉 ゼネラルマネージャー